# Rhamnus sharpii
Rhamnus sharpii là một loài thực vật có hoa trong họ Táo. Loài này được M.C.Johnst. & L.A.Johnst. miêu tả khoa học đầu tiên năm 1978.